# Les Aventures de Miss Catastrophe
Pour les articles homonymes, voir Bonnie and Clyde.
Pour plus de détails, voir Fiche technique et Distribution.
Les Aventures de Miss Catastrophe (Bonnie e Clyde all'italiana) est une comédie policière italienne réalisée par Steno et sortie en 1983.

## Synopsis
Leo Gavazzi est un modeste vendeur de jouets qui vit dans un sous-sol de la banlieue de Rome. Jour après jour, son travail est de plus en plus menacé par l'arrivée des jouets électroniques les plus modernes du marché. Rosetta Foschini (qui préfère s'appeler Giada) est une annonceuse vocale qui travaille à la gare Termini de Rome. Elle porte des lunettes parce qu'elle est très myope et un peu tête en l'air.
Le destin les réunit un jour dans une banque, lors d'un braquage, où ils sont pris en otage par les braqueurs. Cependant, les voleurs ont un accident de voiture pendant leur fuite et sont assommés. Leo et Giada, sains et saufs, en profitent pour s'enfuir. Mais au cours de leur fuite, Leo, au lieu de ramener la valise contenant ses échantillons, prend par inadvertance la valise parfaitement identique des voleurs contenant le butin.
Leo est très timide et a un coup de foudre pour Giada. Giada, cependant, a perdu ses lunettes lors du vol et est incapable de voir le visage de son compagnon d'infortune, croyant qu'il s'agit d'un jeune et bel homme. Ils tentent de rejoindre un village - qui sera la jolie commune de Tarquinia dans la région de Viterbe - mais ils découvrent rapidement que la police les considère comme les véritables auteurs du braquage, à tel point que la presse les appelle même « les Bonnie et Clyde des années 1980 ». Après avoir perdu la valise contenant le butin, ils sont rattrapés par les voleurs, qui ont l'intention de mettre la main sur le butin.
Après une série de mésaventures, Giada et Leo tombent sur un criminel en fuite, qui leur propose de participer à un braquage contre un véhicule blindé. Giada convainc Leo d'accepter, car elle pense que leur situation est désormais compromise. Le criminel fait la cour à Giada, qui semble lui rendre la pareille, suscitant la jalousie de Leo. Cependant, au cours du casse, ils sont rattrapés par les braqueurs, qui les emmènent sur un bateau, la cachette de leur chef.
Cependant, une fois sur le bateau, un groupe de carabiniers en sort et arrête toute la bande. Il s'avère que le détenu évadé était en fait un capitaine des carabiniers et que la police savait depuis le début que Leo et Giada étaient innocents, mais a décidé de les utiliser comme appât pour atteindre le chef de la bande.
Le capitaine rend la valise de Leo avec les échantillons et donne une paire de lunettes à Giada. Croyant que la jeune fille ne le trouve pas beau et qu'elle lui préfère le capitaine, Leo s'en va, essayant de reprendre sa vie d'avant. Cependant, poussé par son amour pour Giada, il la rejoint à l'aéroport, où elle lui révèle qu'elle l'aime aussi. Giada lui montre qu'elle a récupéré la valise avec le butin ; après avoir embarqué dans un avion, les deux s'échappent d'Italie.

## Fiche technique
- Titre français : Les Aventures de Miss Catastrophe[1]
- Titre original italien : Bonnie e Clyde all'italiana[2]
- Réalisateur : Steno
- Scénario : Luciano Vincenzoni, Sergio Donati, Paolo Villaggio, Gianni Manganelli
- Photographie : Franco Di Giacomo, Alessio Gelsini Torresi (it)
- Montage : Raimondo Crociani
- Musique : Guido et Maurizio De Angelis
- Décors : Ezio Altieri (it)
- Costumes : Wayne A. Finkelman (it)
- Production : Achille Manzotti (it)
- Société de production : Faso Film
- Pays de production :  Italie
- Langue originale : italien
- Format : Couleur - 1,85:1 - Son mono - 35 mm
- Durée : 97 minutes
- Genre : Comédie policière
- Dates de sortie :
  - Italie : 17 février 1983
  - France : 3 septembre 1986[1]

## Distribution
- Ornella Muti : Rosetta Foschini
- Paolo Villaggio : Leo Gavazzi
- Jean Sorel : capitaine des carabiniers
- Nando Murolo : le Marseillais
- Antonio Allocca : médecin
- Max Turilli : touriste allemand
- Leonardo Cassio : opticien
- Giorgio Serafini : premier policier
- Giuseppe Picciotto : deuxième policier
- Fulvio Mingozzi : médecin Dominici
- Alvaro Gradella : le petit ami de Rosetta.
- Corrado Olmi : magasin de jouets
- Martufello : chauffeur de taxi
- Loris Bazzocchi : voleur no 1
- Antonio Basile : voleur no 2
- Eugenio Masciari : voleur no 3
- Valentino Simeoni : marchand de journaux.
- Ennio Antonelli : forain
- Naike Rivelli : fille au carrousel